# Gare de Harajuku
La gare de Harajuku (原宿駅, Harajuku-eki) est une gare de la East Japan Railway Company (JR East) dans  l'arrondissement de Shibuya à Tokyo. La gare se situe à l'est du quartier de Harajuku.

## Situation ferroviaire
La gare de Harajuku est située au point kilométrique (PK) 8,4 de la ligne Yamanote.

## Historique

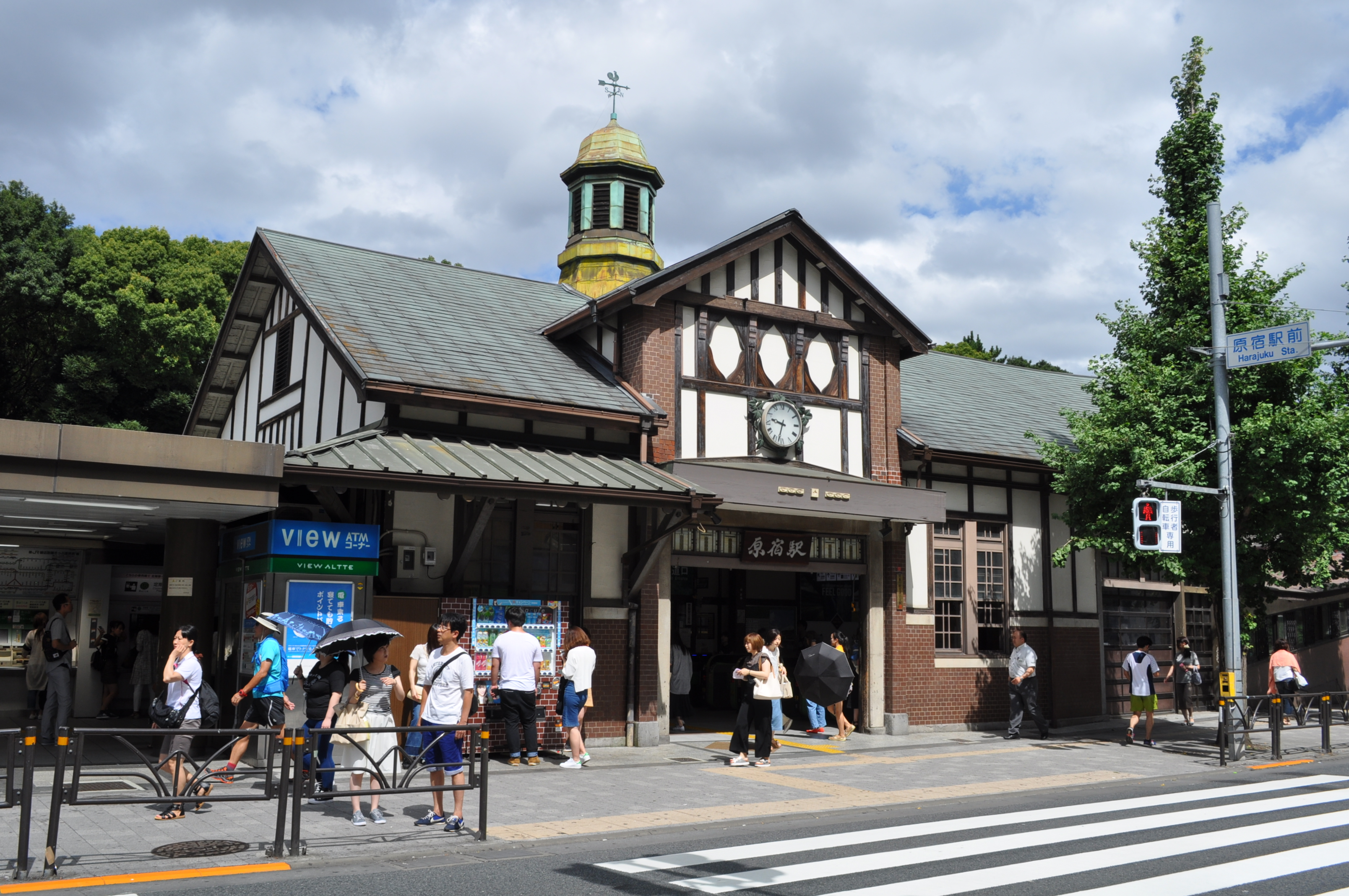
L'ancien bâtiment voyageurs.

La gare de Harajuku ouvre en 1906, et est alors un simple point d'arrêt pour les trains de marchandises. En 1909, elle est raccordée à la ligne Yamanote. À partir de 1920, elle sert aux visiteurs du grand sanctuaire Meiji-jingū, nouvellement construit. En 1924, la gare est reconstruite avec un bâtiment en bois à un étage conçu par Kaoru Hasegawa. En août 1926 le premier usager de la gare est l'Empereur Taishō-Tennō[réf. souhaitée].
Le 1er février 1941, la gare pour marchandises cesse de fonctionner. Le 20 octobre 1972, la station de Meiji-Jingūmae de la ligne Chiyoda est ouverte.
Le bâtiment voyageurs de 1924 devenant vétuste et trop petit face à l'affluence de la gare, la construction d'un nouveau bâtiment voyageurs débute en septembre 2016. Il est situé un peu plus au sud, accolé au pont menant au parc Yoyogi. Le bâtiment ouvre le 21 mars 2020. L'ancien bâtiment sera détruit puis reconstruit juste à côté en plus petit avec également un nouveau centre commercial (ce nouveau complexe comprendra quatre niveaux plus un sous-sol), la nouvelle zone devrait ouvrir pour décembre 2026.

## Services aux voyageurs

### Accès et accueil
La gare dispose d'un bâtiment voyageurs, avec guichet, ouvert tous les jours.

### Desserte
Quai central :
| 1 | Ligne Yamanote | Shibuya ・ Shinagawa  |
| 2 | Ligne Yamanote | Shinjuku ・ Ikebukuro |

Un quai temporaire se trouve sur le côté est sur la voie en direction de Shinjuku. Ce quai est employé pour de grands événements, par exemple la fête de nouvel an lorsque de nombreuses personnes viennent au sanctuaire Meiji.
Un quai spécifique pour l'empereur  se trouve plus au nord de la gare, c'est de ce quai que partent et arrivent traditionnellement les trains impériaux.

### Intermodalité
La station de métro Meiji-jingūmae (lignes Chiyoda et Fukutoshin) se trouve à proximité. La correspondance se fait par la voie publique.

## A proximité
La gare jouxte le parc Yoyogi et le Meiji Jingū. Il faut passer un pont au sud de la gare pour aller au parc. Sur ce pont, les samedis et dimanches de jeunes gens déguisés en personnages de manga, d'anime, de jeux vidéo (cosplay), ou arborant les tenues de chanteurs de rock ou encore de visual kei (« Gothic Lolita ») se laissent admirer et prendre en photos.
À la sortie principale on se trouve sur la rue Takeshita-dōri. Cette rue piétonne composée de magasins est très appréciée des adolescents japonais mais est aussi un point d'attraction important du quartier. Cette rue est aussi un incubateur de tendance et de mode qui envahissent ensuite le Japon voire le monde.
Au sud de l'avenue Takeshita-dōri, on retrouve l'avenue Omotesandō, les « Champs Élysées » de Tokyo, qui relie Harajuku à Aoyama. Cette dénomination vient du fait que la rue est bordée de nombreuses boutiques de luxe et de mode ont leur magasin le long de l'avenue.
| «       |  | Service        |  | »      |
| ------- |  | -------------- |  | ------ |
| Shibuya |  | ligne Yamanote |  | Yoyogi |